# Уткинський Завод
У́ткинський Заво́д (рос. Уткинский Завод) — селище у складі Староуткинського міського округу Свердловської області.
Населення — 39 осіб (2010, 36 2002).
Національний склад станом на 2002 рік: росіяни — 78 %.